# Lomgölen (Yxnerums socken, Östergötland)
Lomgölen är en sjö i Åtvidabergs kommun i Östergötland och ingår i Söderköpingsåns huvudavrinningsområde.